# 文昌中路
文昌中路是江苏省扬州市的一条重要街道，东西走向，长2000余米，与国庆路、汶河路等南北向道路交汇。
文昌中路在1978年以前，只有文昌阁向东到国庆路之间的三元巷、旧城八巷、运司公廨数条小巷。1978-1980年间，这些小巷被拓宽，成为三元路，同时继续越过文昌阁，向西开通石塔路，与汶河路在文昌阁形成十字路口。1999年，三元路、石塔路统称文昌中路。2001年到2002年，文昌路拓宽改造并东延西进，成为扬州东西向主干道。